# Коваленко, Александр Александрович (футболист)
Александр Александрович Коваленко (24 марта 1976, Артёмовск, Донецкая область — 21 декабря 2010, Днепропетровск) — украинский судья и футболист, выступавший на позиции полузащитника. Работал судьёй на линии в матчах второй лиги чемпионата Украины. Покончил жизнь самоубийством.

## Биография
Карьеру футболиста начал в составе константиновского «Металлурга», где провёл полсезона, после чего перешёл в ряды «Бажановца» из Макеевки (позже клуб сменил название на «Шахтёр»). В макеевском клубе Коваленко стал одним из ведущих игроков.
В начале сезона 1996/97 был приглашён в днепропетровский «Днепр». В том сезоне Коваленко стал финалистом Кубка Украины 1996/97 (сам футболист провёл в финальном матче против донецкого «Шахтёра» лишь 2 минуты). За молодёжную сборную Украины провёл 4 матча в 1997 году. В сезоне 1997/98 был одним из ключевых игроков «Днепра», проведя на поле 25 матчей и трижды поразив ворота.
Следующий сезон Коваленко начал в составе донецкого «Шахтёра», однако дела в новой команде у него не шли. Полузащитник довольствовался преимущественно выступлениями во второй команде, а в высшей лиге провёл лишь четыре поединка. В следующем году Коваленко принял решение перейти в донецкий «Металлург». В сезоне 2001/02 «металлурги» получили «бронзу» чемпионата. Однако, в следующем сезоне Коваленко на поле почти не появлялся.
Первую половину сезона 2003/04 в своём новом клубе, которым стал криворожский «Кривбасс», футболист провёл достаточно уверенно, однако после зимнего перерыва перестал попадать в состав и в июне 2004 года завершил карьеру. С 2006 года Коваленко начал судейскую деятельность, обслуживая матчи сначала региональных, а затем всеукраинских любительских соревнований. В 2009 году, в качестве помощника судьи второй категории, он получил право судить матчи команд второй лиги.
21 декабря 2010 Коваленко покончил жизнь самоубийством, выбросившись из окна собственной квартиры в Днепропетровске.

## Достижения
- Бронзовый призёр чемпионата Украины (1): 2001/02
- Финалист Кубка Украины (1): 1996/97
- Серебряный призёр второй лиги чемпионата Украины (1): 1993/94
- Участвовал в «серебряном» (1998/99) сезоне «Шахтёра», «бронзовом» (2002/03) сезоне «Металлурга» и «бронзовом» (2001/02) сезоне «Металлурга-2», однако провёл мало матчей для получения медалей (4, 3 и 1 соответственно)